# 선덕 (가수)
선덕(본명: 최선덕, 1991년 8월 5일 ~ )은 대한민국의 가수이다.

## 음반
- 《열 아홉 살이죠》(2010년)
- 《더 이상은 못 참아 OST Part 2》(2013년)

## 수상 경력
- 고래가요제 은상 수상(2006년)
- 경기도 청소년 종합예술제 최우수상
- 의정부시 청소년 종합예술제 대상 수상(이상 2007년.)
- 제4회 현인가요제 신라의 달밤상
- 제18회 고복수가요제 대상 수상
- 광주 청소년 신인가요제 대상 수상(이상 2008년.)
- 대한민국 향토가요제 대상 수상(2009년)